# Thomas-Morse O-19
Thomas-Morse O-19 là một loại máy bay thám sát hai tầng cánh của Hoa Kỳ, do hãng Thomas-Morse Aircraft chế tạo cho Quân đoàn Không quân Lục quân Hoa Kỳ.

## Biến thể
XO-19
YO-20
XO-21
XO-21A
O-19
O-19A
O-19B
O-19C
O-19D
O-19E
O-21
YO-23
Y1O-33
Y1O-41
Y1O-42

## Quốc gia sử dụng
Hoa Kỳ
- Quân đoàn Không quân Lục quân Hoa Kỳ

## Tính năng kỹ chiến thuật (O-19B)
Dữ liệu lấy từ The Illustrated Encyclopedia of Aircraft (Part Work 1982-1985), 1985, Orbis Publishing, Page 3000
Đặc điểm tổng quát
- Kíp lái: 2
- Chiều dài: 28 ft 4 in (8.64 m)
- Sải cánh: 39 ft 9 in (12.12 m)
- Chiều cao: 10 ft 6 in (3.20 m)
- Diện tích cánh: 348 ft2 (32.33 m2)
- Trọng lượng rỗng: 2722 lb (1235 kg)
- Trọng lượng có tải: 3800 lb (1724 kg)
- Động cơ: 1 × Pratt & Whitney R-1340-7 Wasp, 450 hp (336 kW)

Hiệu suất bay
- Vận tốc cực đại: 137 mph (220 km/h)
- Trần bay: 20.500 ft (6250 m)

Vũ khí trang bị
- 2 x Súng máy M1919 Browning 0.3in (7,62mm)